# 阮福綿宏
阮福綿宏（越南语：／，1811年7月12日—1835年11月23日），初名阮福曙（越南语：／），越南阮朝明命帝第五子，生母賢妃吳氏政。
嘉隆十年五月二十二日（1811年7月12日），阮福曙在順化皇城出生。年少好學，出閣讀書後，廣泛涉獵，鍾愛詩書。明命十一年（1830年）正月，受封為永祥公（越南语：／）。明命十六年十月初四日（1835年11月23日），阮福綿宏在順化去世，壽二十五歲。明命帝追贈其為永祥郡王（越南语：／），賜諡莊穆。葬於承天府香茶縣安寧總萬春社，在香茶縣富春總東池邑建祠祭祀。

## 子女
阮福綿宏有4子2女。後裔按御賜糸字部起名。
- 長子阮福洪維，本名阮福洪僖，紹治五年改今名，襲封永祥郡公，後因事奪爵，再開復為奉國郎。
- 次子阮福洪紀，本名阮福洪俶，紹治五年改今名，恩封平澤亭侯，後襲爵為永祥侯。
  - 孫阮福膺縉，襲封畿外侯。